# Сан-Ремо
Сан-Ре́мо или Санре́мо (итал. Sanremo, лиг. Sanremu) — итальянский курортный город. Четвёртый по величине город Лигурии и самый большой город в провинции Империя.
Развитие Сан-Ремо как международного курорта началось во второй половине XIX века, а у современных туристов этот город известен как город казино и музыкального фестиваля, а в последнее время — и благодаря новой, самой длинной в Европе 30-километровой велосипедной дороге, которую построили на месте старой железной дороги и которая проходит по всему побережью до города Империя между приморских сосен и пляжей. Любители активных видов отдыха могут использовать для прогулок не только велосипеды, но и скейтборды, ролики, и просто совершать пешие прогулки.

## История
В I веке до н. э. город назывался Матуция по имени виллы начальника римского легиона Гайя Матуция, которая была построена здесь. По другой более поэтичной версии, название города происходит от имени богини моря и зари — Матуты.
Покровителем города считается святой Ромул. В VII веке в Матуции проповедовал христианство епископ Ромоло, он помогал людям и творил многие чудеса, за это его ещё при жизни признали святым, а город был переименован в его честь — Сан-Ромоло, что со временем трансформировалось в диалектное Сан Ромо, а потом в Сан Ремо.
В XIX веке излюбленное место отдыха русской аристократии, особо часто посещалось женой Николая II Александрой Фёдоровной, в 1913 году в городе для русских была освящена православная церковь — Храм Христа Спасителя.
В 1896 в Сан-Ремо умер Альфред Нобель. В 1920 в городе прошла конференция Лиги Наций, принявшая решения относительно подмандатных территорий на Ближнем Востоке (Сирии, Палестины, Ливана, Ирака).
С 1951 года — место проведения популярного музыкального фестиваля итальянской песни.
Покровителем города почитается Ромул Генуэзский. День города отмечается 13 октября.

## Культура

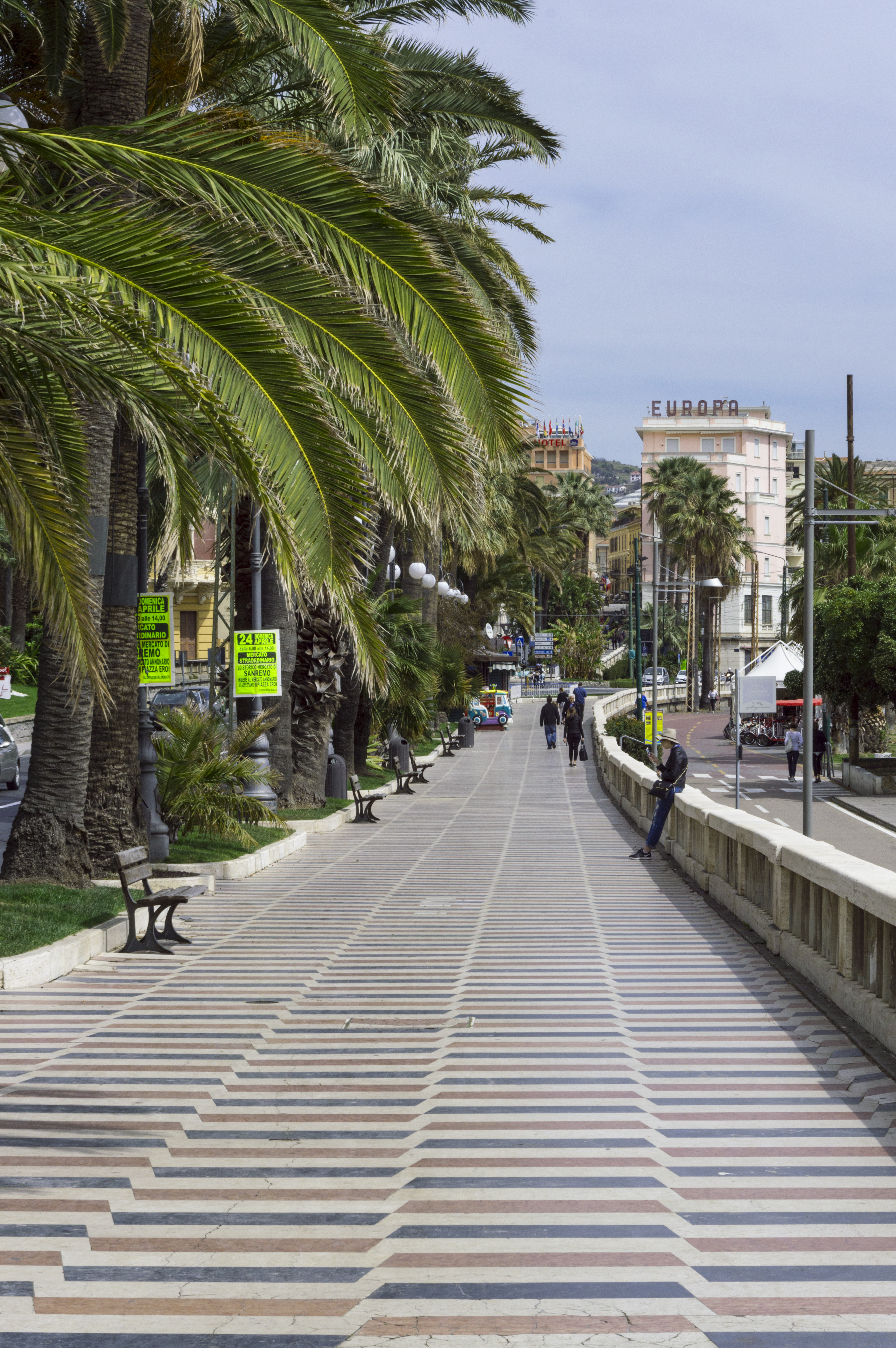
Аллея Сан-Ремо

Неофициальное название Сан-Ремо — «Город цветов» — объясняется повсеместным выращиванием гвоздик самых разных оттенков, а также других цветов. Им же посвящён и особый праздник под названием «Цветочные повозки», когда настоящие произведения искусства, состоящие из свежих живых цветов, каждый год в конце зимы провозят на повозках по улицам города, устраивая красочное шествие и приветствуя весну. «Праздник богини Флоры» родился в Сан-Ремо в 1904 году и со временем превратился в уникальное зрелище, увидеть которое каждый раз стараются около 60 тысяч зрителей, специально для этого приезжающие в Сан-Ремо. 
Ещё одно увлекательное событие, привлекающее внимание к Сан-Ремо — это ралли (официальное название — Rallye Sanremo), одно из самых главных спортивных соревнований города и окрестностей, проводящееся здесь с 1928 года.
Каждую весну в конце марта проводится велозаезд Милан — Сан-Ремо. За один день велосипедисты должны преодолеть 290 км, это один из самых длинных велозаездов одного дня, в котором принимают участие и итальянские, и зарубежные спортсмены.
В городе находится единственный в мире Музей макаронных изделий, что не случайно, так как Италия считается «родиной макарон» и крупнейшим производителем, потребителем и экспортером этого вида продуктов.

## Климат
| Показатель              | Янв. | Фев. | Март | Апр. | Май  | Июнь | Июль | Авг. | Сен. | Окт. | Нояб. | Дек. | Год  |
| ----------------------- | ---- | ---- | ---- | ---- | ---- | ---- | ---- | ---- | ---- | ---- | ----- | ---- | ---- |
| Средний максимум, °C    | 12,7 | 12,9 | 14,8 | 17,2 | 20,8 | 24,2 | 27,2 | 27,2 | 24,4 | 20,6 | 16,0  | 13,7 | 19,3 |
| Средняя температура, °C | 9,4  | 9,7  | 11,5 | 14,1 | 17,7 | 21,2 | 24,1 | 24,1 | 21,2 | 17,3 | 12,9  | 10,4 | 16,1 |
| Средний минимум, °C     | 7,1  | 7,2  | 8,8  | 11,0 | 14,5 | 17,6 | 20,5 | 20,6 | 18,1 | 14,4 | 10,3  | 8,2  | 13,2 |
| Норма осадков, мм       | 72   | 71   | 66   | 65   | 48   | 34   | 14   | 31   | 64   | 97   | 107   | 83   | 752  |
| Источник:               |      |      |      |      |      |      |      |      |      |      |       |      |      |